# Hermandad de Humildad y Paciencia (Jerez)
La Hermandad de Humildad y Paciencia es una organización social fraternal española. Su sede canónica es la Iglesia de la Santísima Trinidad (Jerez de la Frontera).

## Historia
Tiene su origen en la primitiva Hermandad de San Antón —procesionaba en la tarde de Jueves Santo—, la cual tenía como sede canónica la Iglesia de San Dionisio, de la cual se fueron por varias discrepancias, llegando así a la Iglesia de la Trinidad, donde fueron la primera Hermandad de Jerez en procesionar, en el año 1540, con una procesión de disciplina en la cual también, y tras un acuerdo con los mismos, procesionaban los Padres Trinitarios. Tras la desamortización de Mendizabal al quedar cerrado el convento esta hermandad cesó prácticamente la totalidad de sus celebraciones y actos, progresivamente fue desapareciendo. La Imagen del Señor de la Humildad y Paciencia permaneció en el convento, pero las Imágenes de la Santísima Virgen y San Juan Evangelista fueron trasladadas a la Iglesia de San Juan de los Caballeros. En la actualidad, la Virgen pertenece a la Hermandad de la Flagelación, y la de San Juan a la Hermandad del Cristo del Amor.
La hermandad actual comienza su andadura en el año 1970, un grupo de devotos del Santísimo Cristo de la Humildad y Paciencia, tuvieron la idea de recuperar la extinguida hermandad. Fue erigida en el año 1994 como Asociación Parroquial por el primer Obispo de Jerez, D. Rafael Bellido Caro. Tras varios años de trabajo, Monseñor Rafael Bellido, aprobó el 2 de febrero de 2000, a la Hermandad del Santísimo Cristo de la Humildad y Paciencia, Nuestra Señora de la Presentación y San Antonio Abad. En 2008 realizó su primera estación de penitencia como Hermandad y Cofradía de Nazarenos. En el año 2014 cambió su día de salida, pasó del Sábado de Pasión al Martes Santo. El 9 de julio del año 2020, sus hermanos aprobaron en Cabildo el cambio procesional de la cofradía a la tarde noche del Jueves Santo, y el 20 de julio, la Unión de Hermandades de Jerez, confirmó su incorporación a dicha jornada, haciendo oficial su paso entre las Hermandades de La Sagrada Lanzada y El Mayor Dolor, procesionando así en quinto lugar. El 26 de octubre del año 2020, los Hermanos de esta Trinitaria Hermandad, aprobaron en Cabildo Extraordinario la realización de su Titular Dolorosa y San Juan Evangelista, por el escultor alicantino, D. Ramón Cuenca Santo
El 8 de enero de 2023, fueron bendecidas las imágenes de María Santísima de la Trinidad y San Juan Evangelista y el 27 de febrero del mismo año, el Santísimo Cristo de la Humildad y Paciencia fue la imagen que presidió el Vía Crucis Oficial de la Unión de Hermandades de Jerez.p

## Túnica
Su túnica es una adaptación del hábito trinitario. Se compone de antifaz, túnica de cola y escapulario blanco, y a la cintura lleva una correa, al igual que el hábito. Sobre el pecho la cruz trinitaria.

## Paso

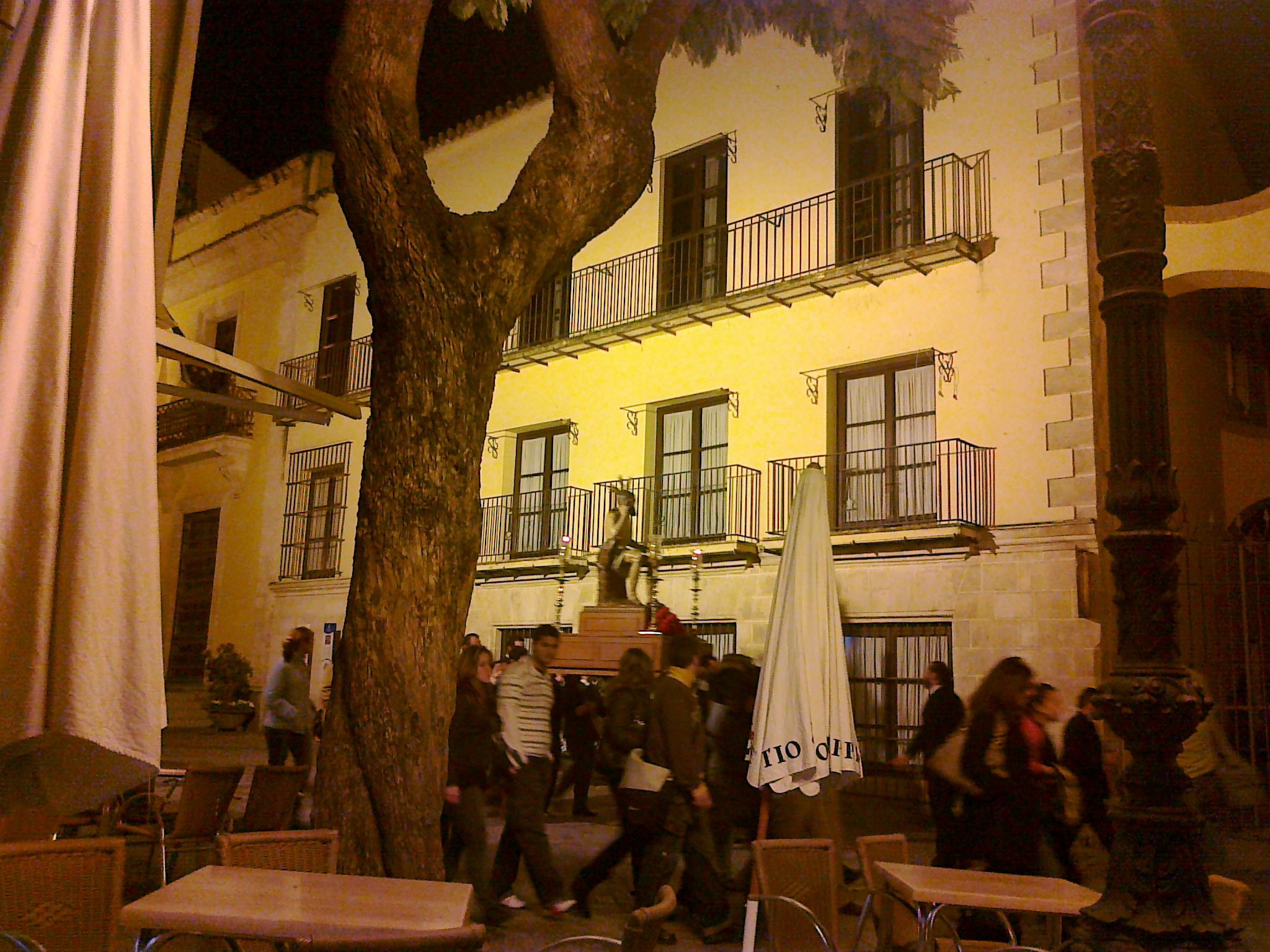
Traslado de Humildad y Paciencia en 2010

El paso representa a Cristo tras el despojo de sus vestiduras,  sobre el Monte Calvario. Jesús espera sedente y humilde el momento de su crucifixión. En el paso aparecen la Santa Cruz, el cráneo de Adán la túnica de Jesús, el cáliz de Amargura y el mal, representado a modo de serpiente.

## Sede
Tiene sede en la iglesia de la Santísima Trinidad, en la Plaza de las Angustias se trata de un antiguo convento trinitario, actualmente regentado por las religiosas Esclavas del Sagrado Corazón de Jesús, las cuales imparten enseñanza a espaldas de la misma iglesia.

## Paso por carrera oficial
| Predecesor: La Lanzada | Orden de entrada en Carrera Oficial (Jueves Santo) 5.º lugar | Sucesor: El Mayor Dolor |